# Buniabia
Buniabia is een geslacht van hooiwagens uit de familie Assamiidae.
De wetenschappelijke naam Buniabia is voor het eerst geldig gepubliceerd door Roewer in 1961. 

## Soorten
Buniabia is monotypisch en omvat slechts de volgende soort:
- Buniabia filipes